# Å̄
Å̄ (minuscule : å̄), appelé A rond en chef macron, est une lettre latine utilisée dans l’écriture du same d'Ume et du våmhusmål (sv).
Il s’agit de la lettre A diacritée d’un rond en chef et d’un macron.

## Représentations informatiques
Le A macron rond en chef peut être représenté avec les caractères Unicode suivants : 
- décomposé et normalisé NFC (latin étendu A, diacritiques)[1],[2] :

| formes    | représentations | chaînes de caractères | points de code | descriptions                                              |
| --------- | --------------- | --------------------- | -------------- | --------------------------------------------------------- |
| majuscule | Å̄               | Å◌̄                    | U+00C5 U+0304  | lettre majuscule latine a rond en chef diacritique macron |
| minuscule | å̄               | å◌̄                    | U+00E5 U+0304  | lettre minuscule latine a rond en chef diacritique macron |

- décomposé et normalisé NFD (latin de base, diacritiques) :

| formes    | représentations | chaînes de caractères | points de code       | descriptions                                                          |
| --------- | --------------- | --------------------- | -------------------- | --------------------------------------------------------------------- |
| majuscule | Å̄               | A◌̊◌̄                   | U+0041 U+0304 U+030A | lettre majuscule latine a diacritique rond en chef diacritique macron |
| minuscule | å̄               | a◌̊◌̄                   | U+0061 U+0304 U+030A | lettre minuscule latine a diacritique rond en chef diacritique macron |